# Bahnstrecke Maglie–Otranto
| |                      |                     |                     |
| Streckenlänge: | 18,3 km              |                     |                     |
| Spurweite: | 1435 mm (Normalspur) |                     |                     |
| |                      |                     |                     |
| \| \| \| von Lecce \| \| \| \| 0 \| Maglie \| Maglie \| \| \| \| nach Gagliano Leuca \| \| \| \| 5,6 \| Bagnolo \| Bagnolo \| \| \| 7,5 \| Cannole \| Cannole \| \| \| 12,3 \| Giurdignano \| Giurdignano \| \| \| 18,3 \| Otranto \| Otranto \| |                      |                     |                     |
| Strecke |                      | von Lecce           | von Lecce           |
| Bahnhof | 0                    | Maglie              | Maglie              |
| Abzweig geradeaus und nach rechts |                      | nach Gagliano Leuca | nach Gagliano Leuca |
| Bahnhof | 5,6                  | Bagnolo             | Bagnolo             |
| Haltepunkt / Haltestelle | 7,5                  | Cannole             | Cannole             |
| Haltepunkt / Haltestelle | 12,3                 | Giurdignano         | Giurdignano         |
| Kopfbahnhof Streckenende | 18,3                 | Otranto             | Otranto             |

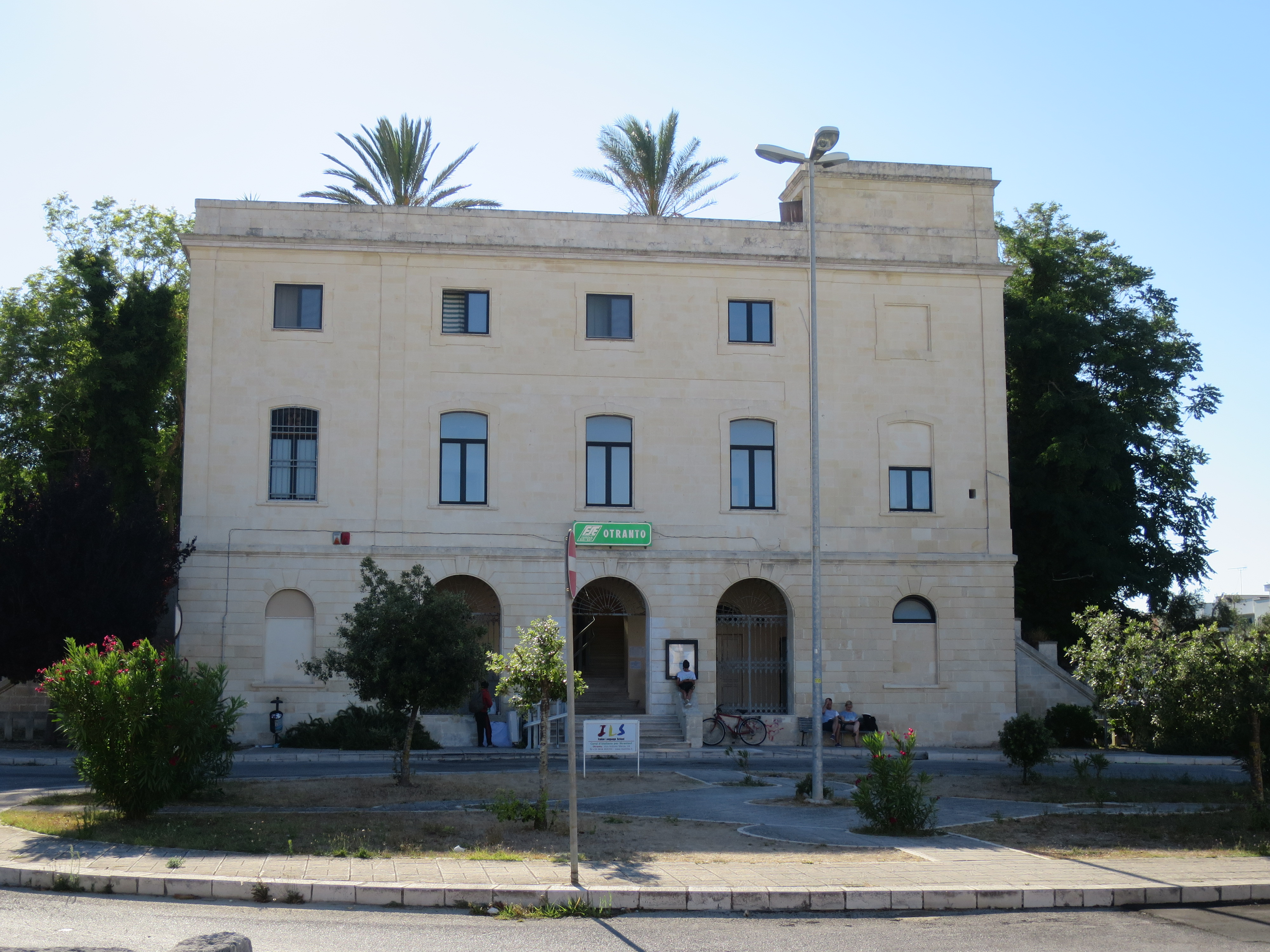
Empfangsgebäude des Bahnhofs Otranto

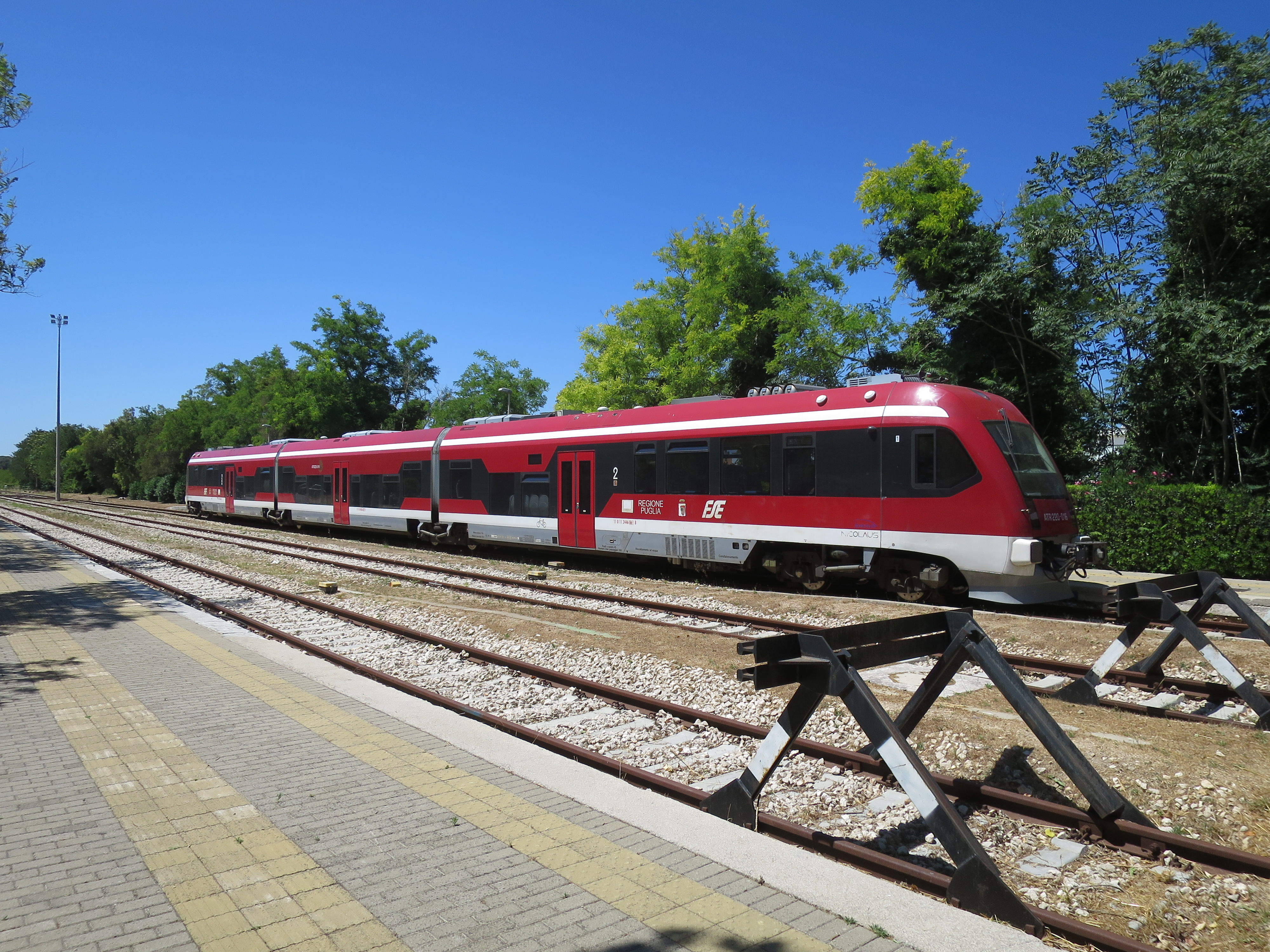
ATR-Triebwagen im Bahnhof Otranto

Die Bahnstrecke Maglie–Otranto gehört zum Netz der Ferrovie del Sud Est (FSE), die seit 4. August 2016 den Ferrovie dello Stato (FS) gehören.

## Geschichte

### Ferrate Meridionali
Am 2. Mai 1865 nahm die Società Italiana per le Strade Ferrate Meridionali den Betrieb auf der Adriabahn bis Brindisi, am 15. Januar 1866 bis Lecce und am 1. Februar 1868 bis Maglie auf, um ab dem 22. September 1872 ihren Endpunkt Otranto zu erreichen. Als die großen Bahngesellschaften in Italien 1905 verstaatlicht und in der Ferrovie dello Stato Italiane zusammengefasst wurden, umfasste das die Strecke Bologna–Otranto.

### FSE
1931 wurde als Zusammenschluss einiger kleiner regionaler Bahngesellschaften in Apulien die Ferrovie del Sud Est gegründet. Um deren Betrieb zu konsolidieren, trat die Staatsbahn diesem Zusammenschluss 1933 ihr südlich von Lecce liegendes Netz ab. Dazu gehörte der südlichste Abschnitt der Bahnstrecke Bologna–Otranto. In der Folge wurde die ursprüngliche Kilometrierung durch die heutige ersetzt, wodurch die Strecke Maglie–Otranto gebildet wurde.

## Streckenbeschreibung
Die Strecke ist eingleisig, nicht elektrifiziert und 18,3 km lang. Sie endet in Otranto in einem Kopfbahnhof an einem Hang oberhalb des historischen Ortskerns. Durch das Gefälle des Hangs befindet sich die Gleisebene auf der Höhe des ersten Stockwerks des Empfangsgebäudes, der Bahnhofsvorplatz einen Stock tiefer.

## Betrieb
Auf der Strecke verkehrt die Linie 7 der FSE. Einige Züge verkehren bis Zollino oder bis Lecce.